# Park Way
Park Way est une région administrative du District fédéral au Brésil.